# 泰鲁阿讷河
泰鲁阿讷河（法語：Thérouanne，法語發音：[teʁwan]）是法国法蘭西島大區塞纳-马恩省的河流，是马恩河的右支流，长23.3千米。